# ドロップウェーブ
株式会社DropWave（ドロップウェーブ）は過去に存在した日本のゲームメーカーである。コンピューターゲームのソフト開発を主業務としていた。株式会社健康コーポレーションの連結子会社。2014年11月、株式会社Xio（サイオ）に商号変更。2016年3月、ゲーム事業の一部を株式会社アクロディアに譲渡し、実質的に同社に吸収合併された。しかし、アクロディアはゲーム部門の業績不振などを理由に、2017年9月28日、旧Xioメンバーらが設立した株式会社pixyda(ピクシーダ)に事業を売却した。2017年12月21日、株式会社ジャパンゲートウェイに商号変更。

## 製品

### Wiiウェア
- おうちで∞プチプチWii
- Let's 全力ヒッチハイク!!!!!!!!!

### Wii
- 涼宮ハルヒの激動

### DS
- たまごっちのキラキラおみせっち

### PS2
- らき☆すた 〜陵桜学園 桜藤祭〜

### 携帯
- のろ～よ♪花気球
- ラブマジ
- わんこのお部屋